# Arkady Radosław Fiedler
Arkady Radosław Fiedler, właśc. Arkady Elpidio Fiedler (ur. 23 marca 1945 w Londynie) – polski polityk, muzealnik i samorządowiec, poseł na Sejm V, VI i VII kadencji.

## Życiorys
Wnuk wydawcy Antoniego Fiedlera, syn Włoszki Marii Maccariello oraz podróżnika i przyrodnika Arkadego Fiedlera. Towarzyszył ojcu w sześciu podróżach. W 1968 ukończył studium nauczycielskie w zakresie geografii z wychowaniem fizycznym. Pod koniec lat 60. pracował jako nauczyciel, od 1970 był archiwistą w archiwum ojca.
W 1974 razem z bratem Markiem i jego żoną Krystyną założył Muzeum – Pracownię Literacką Arkadego Fiedlera w Puszczykowie. Został także prezesem Fundacji im. Arkadego Fiedlera. Napisał m.in. książkę będącą wprowadzeniem do muzeum, zatytułowaną Barwny świat Arkadego Fiedlera, nawiązującą do wybranych wydarzeń z życia ojca.
Od 2002 pełnił funkcję radnego powiatu poznańskiego. W 2005 z listy Platformy Obywatelskiej został wybrany na posła V kadencji w okręgu poznańskim. W wyborach parlamentarnych w 2007 po raz drugi uzyskał mandat poselski, otrzymując 25 585 głosów. W 2011 kandydował w wyborach parlamentarnych z 8. miejsca na liście komitetu wyborczego Platformy Obywatelskiej w okręgu wyborczym nr 39 w Poznaniu i uzyskał mandat poselski. Oddano na niego 17 467 głosów (4,37% głosów oddanych w okręgu). W 2015 zrezygnował z ubiegania się o reelekcję; bezskutecznie kandydował natomiast do Sejmu w 2019.

## Twórczość
- Barwny świat Arkadego Fiedlera (Państwowe Wydawnictwo Iskry 1975, Wydawnictwo Poznańskie 1977).
- Wabiła nas Afryka Zachodnia (Wydawnictwo Poznańskie 1980).
- Najpiękniejszy ogród świata (Wydawnictwo „Bernardinum” 2010, ISBN 978-83-7380-838-6).
- Majowie. Reaktywacja (Wydawnictwo „Bernardinum” 2011, ISBN 978-83-62994-86-1; Seria: Biblioteka „Poznaj Świat”).
- Chwała Andów (Wydawnictwo „Bernardinum” 2014, ISBN 978-83-7823-368-8).
- Dolina stuletnich młodzieńców (Wydawnictwo „Bernardinum” 2015, ISBN 978-83-7823-552-1).
- Sumienie Amazonii (Wydawnictwo „Bernardinum” 2017, ISBN 978-83-7823-992-5).
- Do głębi intrygujący kraj (Wydawnictwo „Bernardinum” 2022, ISBN 978-83-8127-834-8).